# Мой парень — ангел
«Мой парень — ангел» — российская новогодняя комедия режиссёра Веры Сторожевой. На российские экраны фильм вышел 2 января 2012 года. Экранизация повести Марка Арена «Рождественский ангел».

## Сюжет
31 декабря. Утром Саша Николаева собирается на экзамен в университет, но её рыжий кот вылезает из окна. Саша лезет его доставать и выпадает из окна на ангела Серафима. Поначалу Саша считает его сумасшедшим, но вскоре влюбляется в него.

## В ролях
| Актёр               | Роль                                      |
| ------------------- | ----------------------------------------- |
| Артур Смольянинов   | Серафим, ангел / Сергей, двойник Серафима |
| Анна Старшенбаум    | Саша Николаева                            |
| Ольга Гнедич        | Варя, подруга Саши                        |
| Сергей Пускепалис   | Сан Саныч                                 |
| Гоша Куценко        | Волынцев, профессор в университете        |
| Никита Ефремов      | Валера, парень Саши                       |
| Иван Охлобыстин     | водитель машины с мигалкой                |
| Ирина Хакамада      | кинорежиссёр                              |
| Екатерина Вуличенко | укладчица № 5                             |
| Иван Макаревич      | Родион, организатор вечеринки             |
| Андрей Леонов       | водитель такси                            |
| Алла Мещерякова     | дама с собачкой                           |
| Кристина Бабушкина  | врач скорой помощи                        |
| Рамиль Мубинов      | дворник                                   |
| Вадим Цаллати       | врач-рентгенолог                          |